# Rising Records
Rising Records war ein britisches Metal- und Hardcore-Label aus Clacton-on-Sea, Essex, Vereinigtes Königreich, welches von Mark Daghorn im Jahre 2003 gegründet wurde und 2012 seine Tätigkeit einstellte.
Bekannte Gruppen, die bei dem Label unter Vertrag stehen bzw. standen, sind Bleed from Within, Sworn Amongst und Trigger the Bloodshed. Auch die inzwischen aufgelöste deutsche Metalcore-Band Cocoon stand einige Zeit lang bei dem Label unter Vertrag. Sie war die erste Band aus Deutschland, die bei dem Label unter Vertrag genommen wurde.

## Kontroversen
In die Kritik geriet das Label und Chef Mark Daghorn durch die Vorwürfe, Bands zu erpressen. So verlangte er angeblich 5000 britische Pfund, bevor seine Plattenfirma die Gruppe unter Vertrag nimmt. Zudem soll Daghorn betroffenen Musikern überzogene Angebote unterbreitet haben. Nachdem Bleed from Within das Label gewechselt hatten, verklagte die Gruppe das Label, da auch sie von diesem Vorgehen betroffen waren.

## Bands (Auswahl)
- Bleed from Within
- Sworn Amongst
- Trigger the Bloodshed
- Cocoon
- Firebrand Super Rock
- From the Depths
- Crimson Falls